# Моріс Фіцджеральд, 4-й граф Кілдер

Герб ФітцДжеральдів.

Моріс Фітцджеральд (англ. Maurice FitzGerald, 4th Earl of Kildare; 1318 — 25 серпня 1390) — IV граф Кілдер — ірландський аристократ, пер Ірландії, лорд-юстиціарій Ірландії.

## Життєпис
Моріс ФітцДжеральд був другим сином Томаса ФітцДжеральда — ІІ графа Кілдер та його дружини Джоан ФітцДжеральд (пом. 1359) — дочки Річарда де Бурго — ІІ графа Ольстера. Моріс ФітцДжеральд успадкував титул графа Кілдер та володіння графів Кілдер від свого брата Річарда — III графа Кілдер, що помер у віці 12 років в 1329 році.
У 1339 році Моріс ФітцДжеральд придушив повстання клану О'Демпсі в Лейнстері. У листопаді 1346 року разом з лорд-юстиціарієм Ірландії Бермінгемом він змусив клан О'Мор дати заручників як запоруку їх «гарної поведінки» — не повставати проти влади короля Англії і не нападати на англійську колонію в Ірландії. 26 січня 1347 року його викликав Райт в палац Елтем для служби королю Англії Едварду III. Моріс ФітцДжеральд брав участь у Столітній війні, командував загонами при облозі Кале, був посвячений у лицарі королем Англії.
В Ірландії в графстві Кілдер спалахнуло чергове повстання. Моріса ФітцДжеральда відправили в Ірландію для придушення повстання 14 вересня 1358 року. На підвладних йому землях він набирав армію для придушення повстання.
30 березня 1360 року він отримав посаду лорд-юстиціарія Ірландії з жалуванням 500 фунтів стерлінгів сріблом щорічно. Цю посаду він отримав вдруге 22 березня 1371 року і втретє 16 лютого 1375 року і володів нею до повернення сера Вільяма Віндзора.
У 1364 року він очолив делегацію ірландської шляхти та чиновників, що поскаржилась королю Англії Едварду III на дії уряду Ірландії, на корупцію окремих посадових осіб, зокрема на свавільні дії корд-канцлера Ірландії Томаса де Берлі.
У 1378 року Моріс ФітцДжеральд, на прохання короля Англії Річарда II, супроводжував лорд-юстиціарія Ірландії Джеймса Батлера — ІІ графа Ормонд, що зустрічався з делегацією ірландського клану О'Морхо з Сліаб Марге. Під час проведення цієї акції він зазнав нападу, втратив своїх людей. За це він просив компенсації в короля Англії і отримав від міністра фінансів Ірландії £ 10 21 травня 1378 року.
Моріса ФітцДжеральда неодноразово викликали на засідання парламенту Ірландії, зокрема на засідання 22 січна 1377 року, що відбулося в Кастлдермат, на засідання 11 вересня 1381 року, що відбулося в Трім, на засідання 29 квітня 1382 року, що відбулося в Дубліні.
Моріс ФітцДжеральд підтримував сера Філіпа Куртенея — лорда-юстиціарія Ірландії, що вів боротьбу з Ірландськими повстанцями в Лейнстері та в графстві Міт. На боротьбу з повстанцями бракувало коштів. У нагороду за це він отримав 20 квітня 1386 року маєтки сера Вільяма де Лондона в графствах Кілдер та Міт — він отримав право бути опікуном цих маєтків на час неповноліття спадкоємця — Джона де Лондона. 5 серпня 1389 року він отримав у власність маєтки Лукан (графство Дублін), маєтки Кілдроут (нині Селбрідж), Кілмакредок (графство Кілдер).
29 травня 1390 року Моріс ФітцДжеральд отримав наказ схопити О'Коннора — сина Доу О'Демпсі — ірландського ватажка, якого визнали «ворогом короля», кинути його за ґрати в замок Кілдер, а потім в Дублінський замок.
Моріс ФітцДжеральд помер у похилому віці в 1390 році і був похований в церкві Святої Трійці — нині це собор Крайстчерч, Дублін.

## Шлюб і діти
Моріс ФітцДжеральд — IV граф Кілдер одружився з Елізабет де Бургерш — III баронессою Бургерш — дочкою Бартоломея де Бургерша — ІІ барона Бургерш. У цьому шлюбі було не менше 5 дітей, у тому числі:
- Джеральд ФітцДжеральд — V граф Кілдер
- Джон ФіцДжеральд — де-юре VI граф Кілдер, він не зумів отримати титули та володіння свого брата після його смерті, але мав нащадків, що заволоділи цим титулом.
- Томас ФітцДжеральд — VII граф Кілдер
- Томас Фітцджеральд — верховний шериф графства Лімерік
- Джоанн ФітцДжеральд — одружилась з Тадгом Майністрехом Мак Картайх Мором — королем ірландського королівства Десмонд.